# Schellenberg
Schellenberg (Schellaberg nel dialetto locale alemannico) è uno dei comuni del principato del Liechtenstein.

## Storia

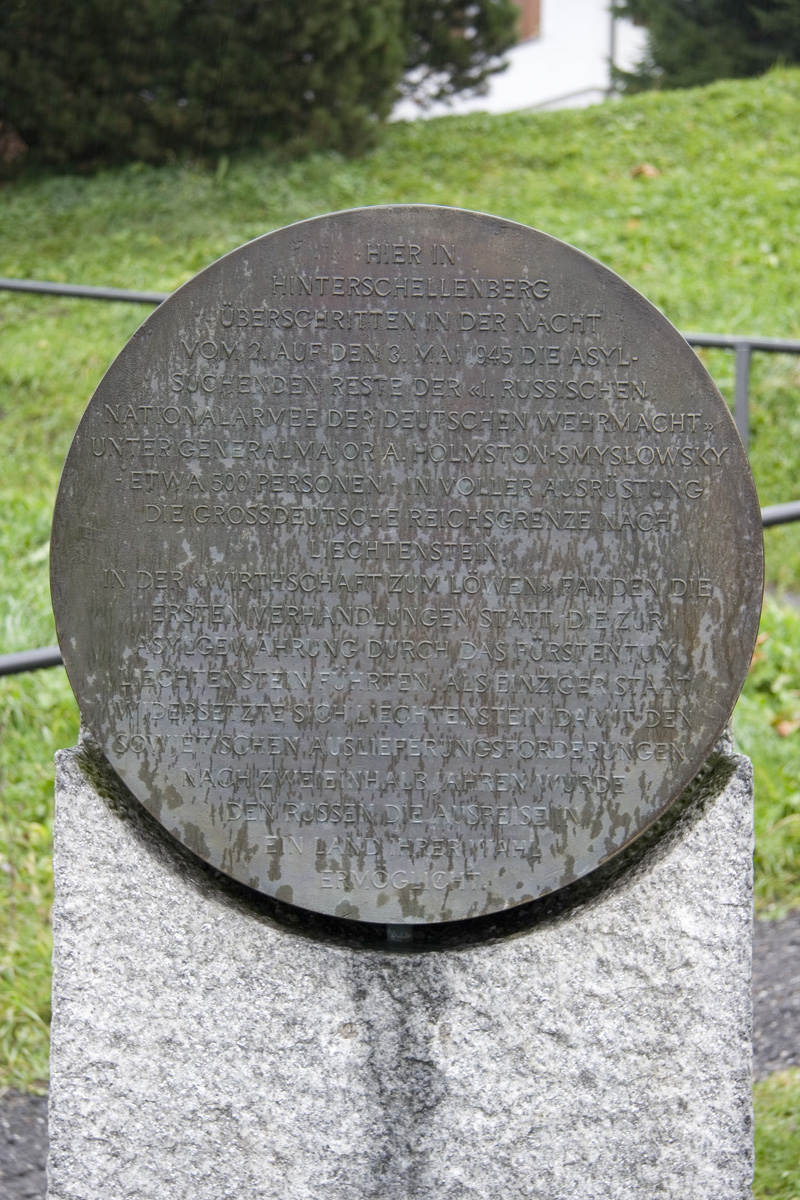
Monumento ai soldati russi a Schellenberg

I primi insediamenti nell'area risalgono al periodo celtico ad opera dei reti. Roma conquistò l'area nel 15 a.C. e la rese parte della provincia della Rezia. In epoca carolingia, Carlomagno rese l'area una signoria indipendente che venne nei secoli suddivisa più volte tra i suoi eredi, i membri della famiglia Schellenberg.
La signoria di Schellenberg venne acquistata dai conti di Vaduz nel 1437 ed i due stati vennero de facto unificati in quella data. Dopo la Guerra sveva nel 1499, passando sotto la sovranità austriaca. Differenti dinastie si alternarono nella sua reggenza sino al 1699 secolo quando essa passò ai principi di Liechtenstein i quali, unendovi la contea di Vaduz acquistata nel 1712, fondarono il principato ed ottennero di votare alla dieta dei principi dell'impero. L'imperatore riconobbe l'unione di Vaduz e Schellenberg nel 1719 con la creazione del principato di Liechtenstein.
Nel territorio comunale si trova un monumento che ricorda come nella notte tra il 2 ed il 3 maggio 1945 uno squadrone di circa 500 soldati russi al servizio della Wehrmacht attraversò il confine per cercare asilo. Stalin, infatti, pretendeva la consegna di tutti i sovietici che avevano combattuto a fianco dei nazisti. Il Liechtenstein si oppose, unico Stato, e concesse l'asilo, salvando questi soldati dalla fucilazione.

## Società

### Evoluzione demografica
Abitanti censiti